# Perdita arizonica
Perdita arizonica är en biart som beskrevs av Timberlake 1956. Perdita arizonica ingår i släktet Perdita och familjen grävbin. Inga underarter finns listade i Catalogue of Life.